# Marie-Paule Jungblut

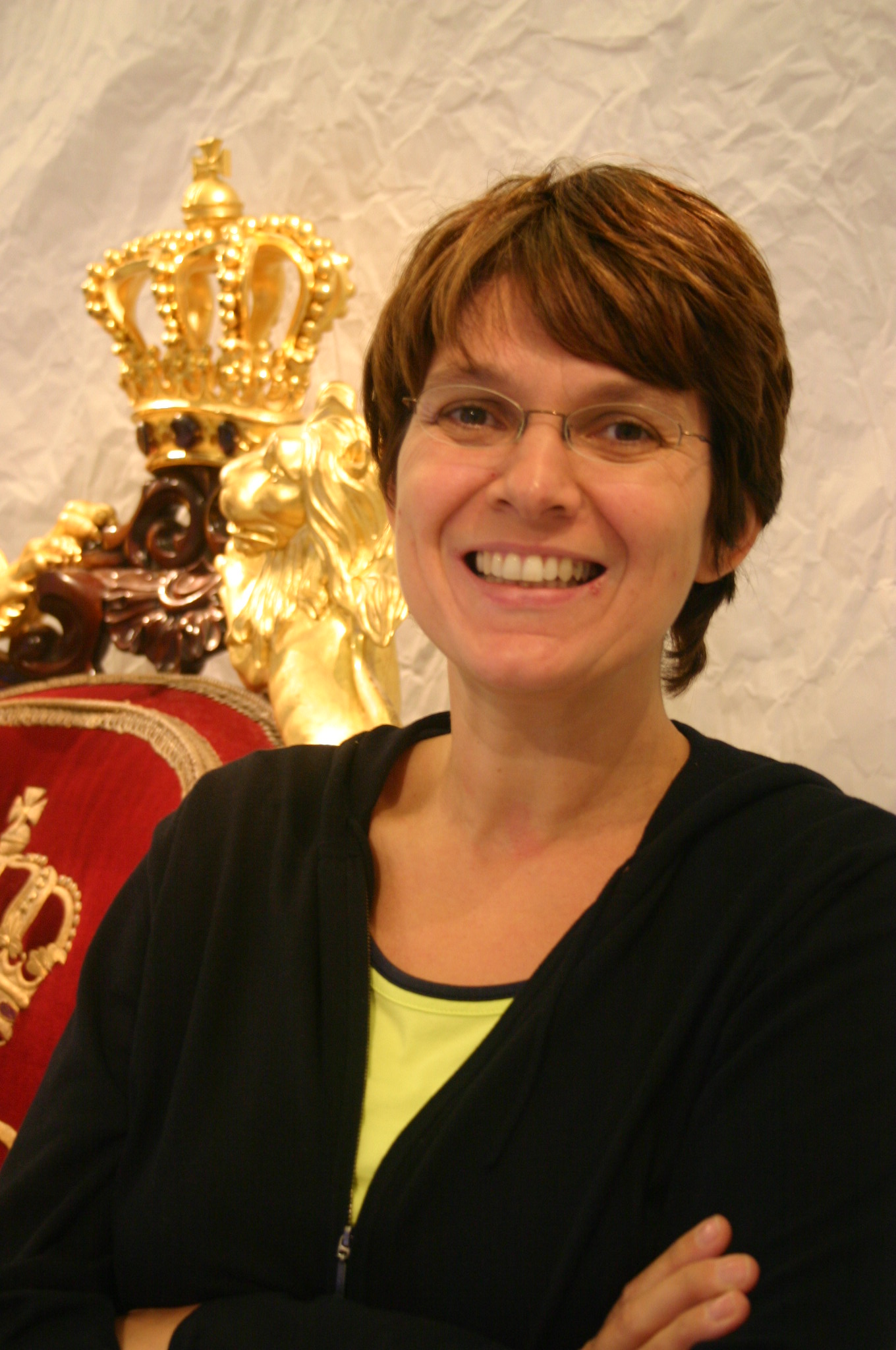
Marie-Paule Jungblut, 2006

Marie-Paule Jungblut (* 12. Oktober 1964 in Freiburg im Üechtland, Schweiz) ist eine luxemburgische Historikerin, Kuratorin und Museumsdirektorin. Sie war von August 2012 bis Ende September 2015 Direktorin des Historischen Museums Basel.

## Karriere
Jungblut studierte bis 1988 Geschichte und Germanistik an den Universitäten Luxemburg und Göttingen. Danach arbeitete sie als wissenschaftliche Mitarbeiterin am European Institute for the Media in Manchester und als Ausstellungsassistentin für Gilbert Trausch im Rahmen der nationalen Geschichtsausstellung De l’Etat à la nation. 1839–1989. Von 1990 bis Ende 1991 war sie Lehrbeauftragte am Lycée Technique du Centre und am Lycée Robert-Schuman.
Von 1991 bis 2012 arbeitete sie als Historikerin, Kuratorin und Vizedirektorin am Musée d’Histoire de la Ville de Luxembourg. Dort war sie u. a. unter der Leitung von Danièle Wagener maßgeblich für die erste Dauerausstellung sowie der dazugehörigen Sammlung und für das Programm der temporären Ausstellungen verantwortlich. 2010 kuratierte sie sowohl die Dauerausstellung des im selben Jahr eröffneten Europäischen Museums Schengen als auch eine temporäre Ausstellung zu den Schengen-Verträgen im Luxemburger Pavillon der Weltausstellung in Shanghai. Zudem war sie Maître de conférence an den Universitäten Lüttich und Luxemburg im Bereich Museologie.
Im Februar 2012 wurde sie zur Direktorin des Historischen Museums Basel gewählt und trat die Stelle im August 2012 an. Zum Ende September 2015 trat sie im «gegenseitigen Einvernehmen» zurück. Jungblut wurde hinsichtlich des finanziellen Zustands des Historischen Museums in der Presse hart kritisiert.
Jungblut war 2004–2010 Präsidentin und Generalsekretärin der Association internationale des musées d’histoire (AIMH) und des Comité des Musées et Collections archéologiques et historiques (ICMAH), sowie Vorstandsmitglied beider Verbände.
Marie-Paule Jungblut hat zu zahlreichen Themen publiziert und Vorträge gehalten.

## Ausstellungen (Auswahl)
- 2011/2012: Armes Luxemburg? Musée d’Histoire de la Ville de Luxembourg
- 2010: Schengen 1985–2010, Luxemburger Pavillon auf der Weltausstellung in Shanghai
- 2007/2008: Scoutland. Une exposition sur le Scoutisme à Luxembourg, Musée d’Histoire de la Ville de Luxembourg
- 2006/2007: Le Counseil dans tous ses etats. Schlaglichter auf 150 Jahre Staatsrat in Luxemburg, Musée d’Histoire de la Ville de Luxembourg
- 2005: Le grand pillage. Nouvelles questions sur le Luxembourg et la Deuxième Guerre Mondiale, Musée d’Histoire de la Ville de Luxembourg
- 2003: Et wor alles net esou einfach. Dix questions sur le luxembourg et la Deuxième Guerre Mondiale, Musée d’Histoire de la Ville de Luxembourg
- 2001: Luxembourg. Les Luxembourgeois. Consensus et passions bridées, Musée d’Histoire de la Ville de Luxembourg
- 2001: Luxembourg–Paris–Luxembourg 1871. Migrations au temps de la commune, Musée d’Histoire de la Ville de Luxembourg
- 1999: L’Habit fait l’homme. Vêtements de la collection permanente du musée, Musée d’Histoire de la Ville de Luxembourg
- 1998: Vivre au moyen-âge: Luxembourg, Metz et Trèves, Zusammenarbeit mit dem Rheinischen Landesmuseum Trier und dem Musée de la Cour d’Or in Metz, Musée d’Histoire de la Ville de Luxembourg
- 1998: Wat en Theater! De Kapuziner kënnt an de musée. De musée kuckt de Kapuziner, Musée d’Histoire de la Ville de Luxembourg
- 1997: Au seuil des temps modernes? Le luxembourg dans l’Europe de la fin du XVe siècle, Musée d’Histoire de la Ville de Luxembourg
- 1993: Das Leben in der Bundesfestung 1815–1867, Abbaye de Neumünster
- 1990: Vu suen a frangen, Ausstellung zur Geschichte der Luxemburger Währung im Auftrag des Institut monétaire luxembourgeois, Abbaye de Neumünster, Luxembourg

### Temporäre Ausstellungen (Auswahl)
- 2009/2010 und 2011–2013: Mord und Totschlag. Eine Ausstellung über das Leben, Musée d’Histoire de la Ville de Luxembourg, 5. Oktober bis 1. Juli 2012, Historisches Museum Bern; 2012/2013, Musée de la Vie Wallonne, Lüttich
- 2007: Watch out, Gypsies! The history of a misunderstanding. Musée d’Histoire de la Ville de Luxembourg, 24. März bis 21. Oktober 2007
- Watch out, Gypsies! The history of a misunderstanding, History and culture of the finnish Roma. Helsinki City Museum, 11. Februar bis 11. Oktober 2009
- 2004: Lave-toi ! Sei sauber ! Be clean ! Une histoire de l’hygiene et de la sante publique en Europe, Musée d’Histoire de la Ville de Luxembourg, 20. März bis 24. Oktober 2004
- 2004/2005: Sauber oder rein? Eine Ausstellung zur Geschichte der Hygiene und der öffentlichen Gesundheitsvorsorge in Europa, Deutsche Arbeitsschutzausstellung, Dortmund, 12. Dezember 2004 bis 21. Mai 2005
- 2002 und 2003: Votre histoire – Notre histoire, quatre villes en Europe: Différences et similitudes, Helsinki City Museum, 29. August bis 1. September 2002, Musée d’Histoire de la Ville de Luxembourg, 11. Oktober bis 17. November 2002, Museum of Liverpool Life, 31. März bis 27. April 2003, Haus der Geschichte, Bonn 13. bis 18. Mai 2003
- 2000: Incubi succubi. Les sorcières et leurs bourreaux, hier et aujourd’hui, Musée d’Histoire de la Ville de Luxembourg, 5. Mai bis 29. Oktober 2000
- 2002: Hexenwahn. Ängste der Neuzeit, Deutsches Historisches Museum, Berlin, 3. Mai bis 6. August 2002
- 1998: Teenage Life: La vie des 12 a 18 ans, Zusammenarbeit mit den Stadtmuseen aus Kopenhagen, Helsinki, Oslo, Reykjavík und Stockholm, Musée d’Histoire de la Ville de Luxembourg, 16. Mai bis 15. November 1998

### Virtuelle Ausstellungen (Auswahl)
- www.explore-poverty.org, Virtuelle Ausstellung über Gemeinsamkeiten und Unterschiede des Phänomens Armut in historischer Perspektive weltweit. Zusammenarbeit mit dem Stadtmuseum Helsinki, der DASA Arbeitswelt Ausstellung Dortmund, der Minnesota Historical Society, St. Paul und der Köln international school of design (KISD)
- The proper european citizen, Virtuelle Ausstellung, welche sich an ein junges Publikum richtete und für Sehbehinderte geeignet war. Zusammenarbeit mit dem Stadtmuseum Helsinki und der DASA Arbeitswelt Ausstellung Dortmund

## Publikationen (Auswahl)
- 1990, Vu suen a frangen, Luxemburg
- 1993, Das Leben in der Bundesfestung 1815–1867, Luxemburg
- 1994, La Bourgeoise de la premiere moitie du XIXe siècle, Une société choisie, in: La ville de Luxembourg: du château des comtes à la métropole européenne Anvers, S. 201–205
- 1995, Der „Cercle Littéraire“: Auf der Suche nach einer frühbürgerlichen Identität, in: Hémecht 47/1995, Luxembourg, S. 107–133
- 1997, Au seuil des temps modernes? Le Luxembourg dans l’Europe de la fin du XVe siècle, Luxemburg
- 1998, Wat en Theater! De Kapuziner kënnt an de Musée. De Musée kuckt de Kapuziner, Luxemburg
- 1998, Teenage life: La vie des 12 à 18 ans, Luxemburg
- 2000, Incubi succubi. Hexen und ihre Henker bis heute, Luxemburg
- 2001, Luxembourg – The Luxembourgers – Consent and bridled passions, [en collaboration avec Volker Geissler], in: Comparare. Comparative European History Review, (2001), S. 85–105.
- 2001, Le musée de ville: ecrin de belles collections ou forum de discussion?, in: actes de la 19e conférence générale et de la 20e assemblée générale de l’ICOM à Barcelone, 2–4 juillet 2001, Gérer le changement: le musée face aux défis économiques et sociaux, S. 111–117
- 2001, Les Musées d’Histoire aujourd’hui: écrins de belles collections ou forums de discussion?, in: Musées & collections. Revue de l’association générale des conservateurs des collections publiques de France, 233–234, 3–4, S. 49–51
- 2003, Objets de communication, objets d’interrogation (en collaboration avec Pascale Desnoux) in: Association internationale des musées d’histoire (Hrsg.), Comment inscrire les musées de ville dans la ville?, Paris, S. 112–124
- 2003, Sei sauber. Eine Geschichte der Hygiene und der öffentlichen Gesundheitsvorsorge in Europa/Lave-toi. Une histoire de l’hygiene et de la santé publique en Europe, Luxemburg
- 2003, ...Et wor alles nët esou einfach... (et tout n’était pas si simple...), in: Patrick Cabanel und Laurent Gervereau (Hrsg.): La Deuxième Guerre mondiale, des terres de refuge aux musées, Sivom Vivarais-Lignon, S. 235–241
- 2007, Marie-Paule Jungblut, La spoliation des biens culturels au Luxembourg. Le Landesmuseum Luxemburg pendant la Deuxième Guerre mondiale, in: André Gob, Des musées au-dessus de tout soupçon, Paris 2007, S. 203–215
- 2007, Looted. Current questions regarding the cultural looting by the national socialists in Europe (dt. Ausgeraubt. Aktuelle Fragen zum nationalsozialistischen Kulturgutraub in Europa), Luxemburg
- 2008, Marie-Paule Jungblut, The City Museum of Luxembourg. A Democratic Institution of the 21st century, in: Città et Storia, gennaio–dicembre 2008, S. 77–87
- 2008, Marie-Paule Jungblut, Rosmarie Beier de Haan (Hrsg.), Museums and Universal Heritage. History in the Area of Conflict between Interpretation and Manipulation, Luxembourg
- 2009, Mord und Totschlag. Begleitband der gleichnamigen Ausstellung des Historischen Museums der Stadt Luxemburg, Luxemburg 2009 (2 Ausgaben)
- 2011, Armes Luxemburg? Begleitband der gleichnamigen Ausstellung des Historischen Museums der Stadt Luxemburg, Luxemburg 2011 (2 Ausgaben)